# 夏蜡梅属
夏蜡梅属（Calycanthus），樟目蠟梅科的一属。约4种，1变种，产于中国和北美洲；世界各地有栽培。中国产1种及1栽培种。属名Calycanthus源于希腊语kalyx（萼片）和anthos（花）的合成词。
夏蜡梅Sinocalycanthus chinensis (Cheng et S.Y. Chang) Cheng et S.Y. Chang隶属于蜡梅科Calycanthaceae夏蜡梅属，为第三纪孑遗植物，主要分布于中国浙江省杭州市临安区和天台县，属于国家二级重点保护频危物种，在植物区系研究上有极大的科考价值，是大陆漂移学说的有力佐证之一。灌木，茎丛生，花顶生、双子叶，芽无鳞片等特征。

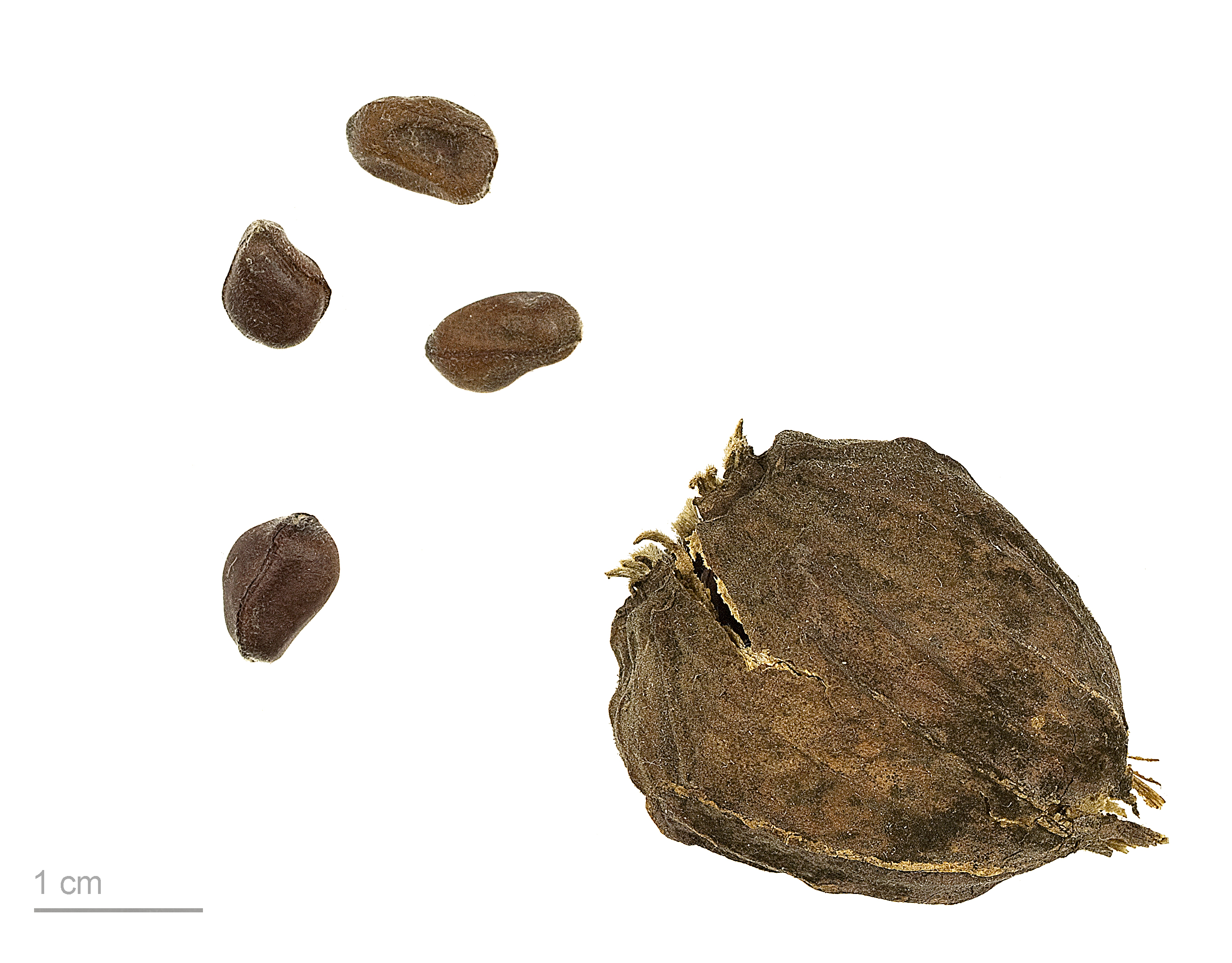
Calycanthus floridus

## 下属物种
- 夏蜡梅 Calycanthus chinensis
- 美国蜡梅 Calycanthus floridus